# Peter Sternad
Peter Sternad (* 8. Februar 1946 in Villach; † 22. November 2022 ebenda) war ein österreichischer Hammerwerfer.

## Karriere
Peter Sternad belegte bei den Olympischen Sommerspielen 1972 den 17. Platz im Hammerwurf-Wettkampf. Bei den Leichtathletik-Europameisterschaften 1974 in Rom und den Olympischen Spielen 1976 in Montreal schied er in der Qualifikation aus.
Achtmal wurde er Österreichischer Meister (1972–1976, 1978–1980). Am 1. Mai 1980 stellte er in Klagenfurt mit 71,40 m einen nationalen Rekord auf.
1982 war Sternad Gründungsmitglied des LC Villach. Hier war er nach seiner aktiven Karriere als Trainer von Johann Lindner tätig. Dieser konnte Sternads österreichischen Rekord im Jahr 1983 brechen.